# ديفيد كوبر (محامي)
ديفيد كوبر (بالإنجليزية: David Cooper)‏ هو قاضي ومحامي أمريكي، ولد في 1821، وتوفي في 1873 في سولت ليك في الولايات المتحدة.